# Вини Џоунс
Вини Џоунс (енгл. Vinnie Jones; Вотфорд, 5. јануар 1965) је британски глумац и бивши фудбалер.

## Биографија
Као фудбалер, био је познат по грубостима у игри и по свом имиџу „лошег момка”. Почео је професионално да се бави фудбалом 1984. у Велдону.
Касније је играо и за друге клубове, као што су Вимблдон, Лидс јунајтед, Шефилд јунајтед и Челси.
Са Вимблдоном је освојио ФА куп 1988. године, што је највећи успех клуба. Жртве његових грубости на терену били су Гари Стивенс (који је због те повреде и окончао каријеру) и Пол Гаскојн. Био је капитен велшке репрезентације, за коју је забележио девет наступа.
Познат је и као глумац, иако нема формално глумачко образовање. До сада је снимио 29 филмова. Након што се 1999. у 34. години живота повукао из фудбала, посветио се глуми, где је одиграо низ запажених улога. Једна од најпознатијих је улога Џагернаута у серији Икс-мен. Глумио је у филму План за бег, који је снимљен 2013. године, где главне улоге играју Силвестер Сталоне и Арнолд Шварценегер.
Са супругом Танјом (преминула 6. јула 2019) се оженио 1994. и имају двоје деце. Данас живи и ради у Лос Анђелесу.